# マルチプレイヤーコンピュータゲーム
マルチプレイヤーコンピュータゲームとは、
1. 2人以上で共に遊ぶコンピュータゲームの事を指す。
2. 2人以上で遊べる特定のゲーム又はアプリゲームの事を指す。

## 参考
- マルチプレイヤーゲームにおける役割の選択指標に関する研究
- オンラインゲーム史 - サクセス
- わが国のケータイ文化と インターネット依存